# Fernand Desrousseaux
Fernand Desrousseaux (Costantina, 3 gennaio 1885 – 18 ottobre 1956) è stato un calciatore francese, di ruolo portiere.

## Carriera

### Nazionale
Venne convocato dalla Nazionale francese B che partecipò ai Giochi olimpici del 1908, disputò l'unica partita giocata dalla sua Nazionale in quell'edizione.